# Sơn dương lục địa
Sơn dương lục địa (tên khoa học: Capricornis milneedwardsii), hay Sơn dương Trung Quốc (Chinese serow), là một loài động vật có vú trong họ Bovidae, bộ Artiodactyla, bản địa ở Trung Quốc và Đông Nam Á. Loài này được David mô tả năm 1869. Trước đây tên gọi "sơn dương lục địa" đề cập đến loài Capricornis sumatraensis khi mà đây còn là tên khoa học dành cho tất cả sơn dương (serow) sống ở lục địa và đảo Sumatra. Tuy nhiên, bây giờ đã có 3 loài được tách riêng ra từ C. sumatraensis, và tên khoa học này chỉ còn dành cho sơn dương ở đảo Sumatra và bán đảo Mã Lai.

## Phân loài
- Sơn dương bờm trắng (C. m. milneedwardsii) David, 1869 (Cam Túc, Quý Châu, Thiểm Tây, Tứ Xuyên và Vân Nam, Trung Quốc);
- Sơn dương Đông Dương (C. m. maritimus) Heude, 1888 (Việt Nam, Campuchia, Lào, Myanmar, Thái Lan): Ở Việt Nam, loài này được gọi đơn giản là sơn dương, dê rừng hoặc con than. Chúng sống ở vùng rừng núi đá, chủ yếu là những vùng núi đá vôi có độ cao khoảng từ 50 m tới 2000 m, phân bố từ biên giới giáp Trung Quốc tới tận nam Tây Nguyên và Bình Thuận. Tuy nhiên số lượng của chúng hiện nay ngày càng suy giảm do do săn bắn và bẫy bắt thường xuyên, môi trường sống bị thu hẹp và chia cắt. Loài này đã được đưa vào Sách đỏ Việt Nam.

## Hình ảnh

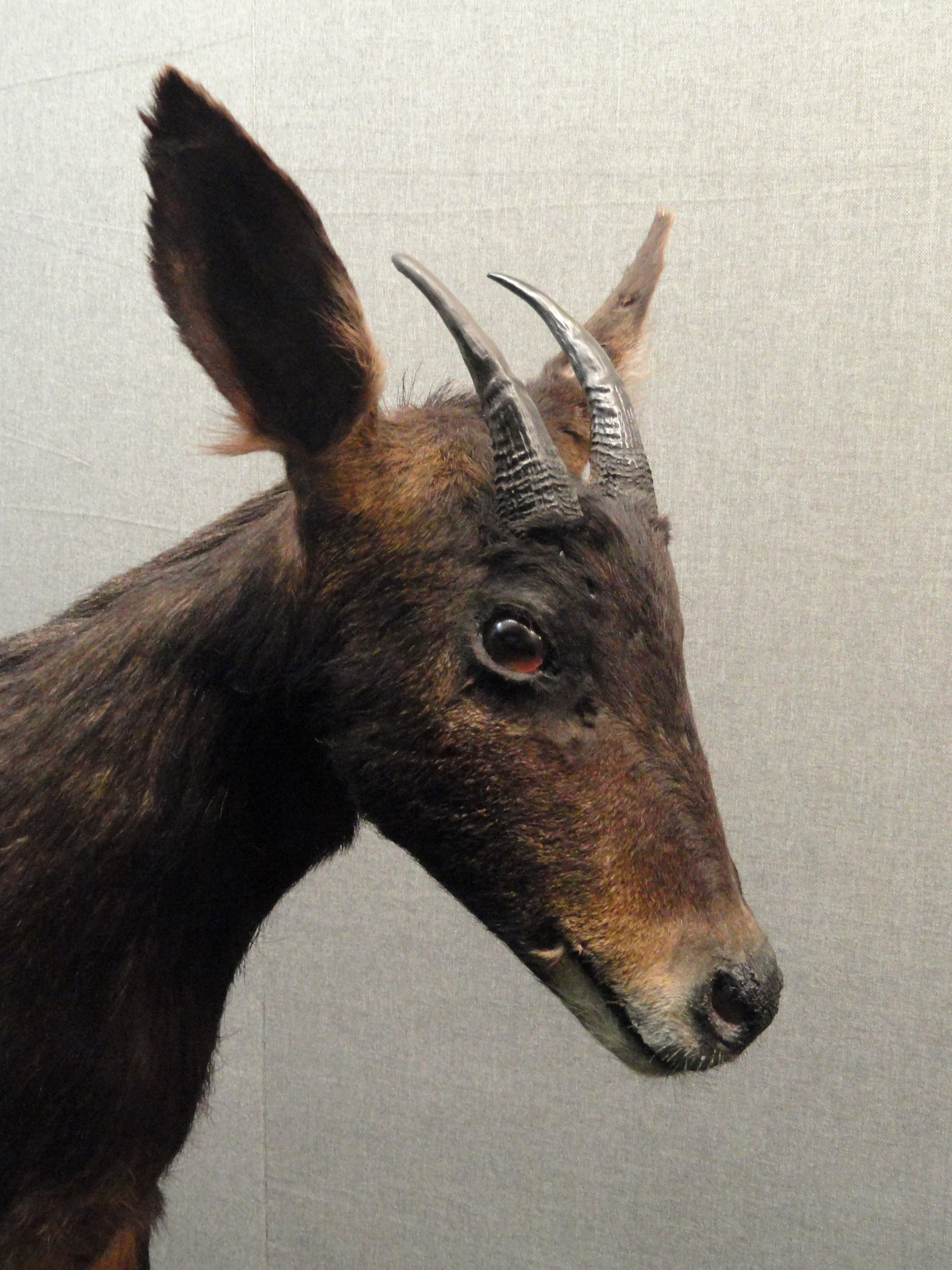
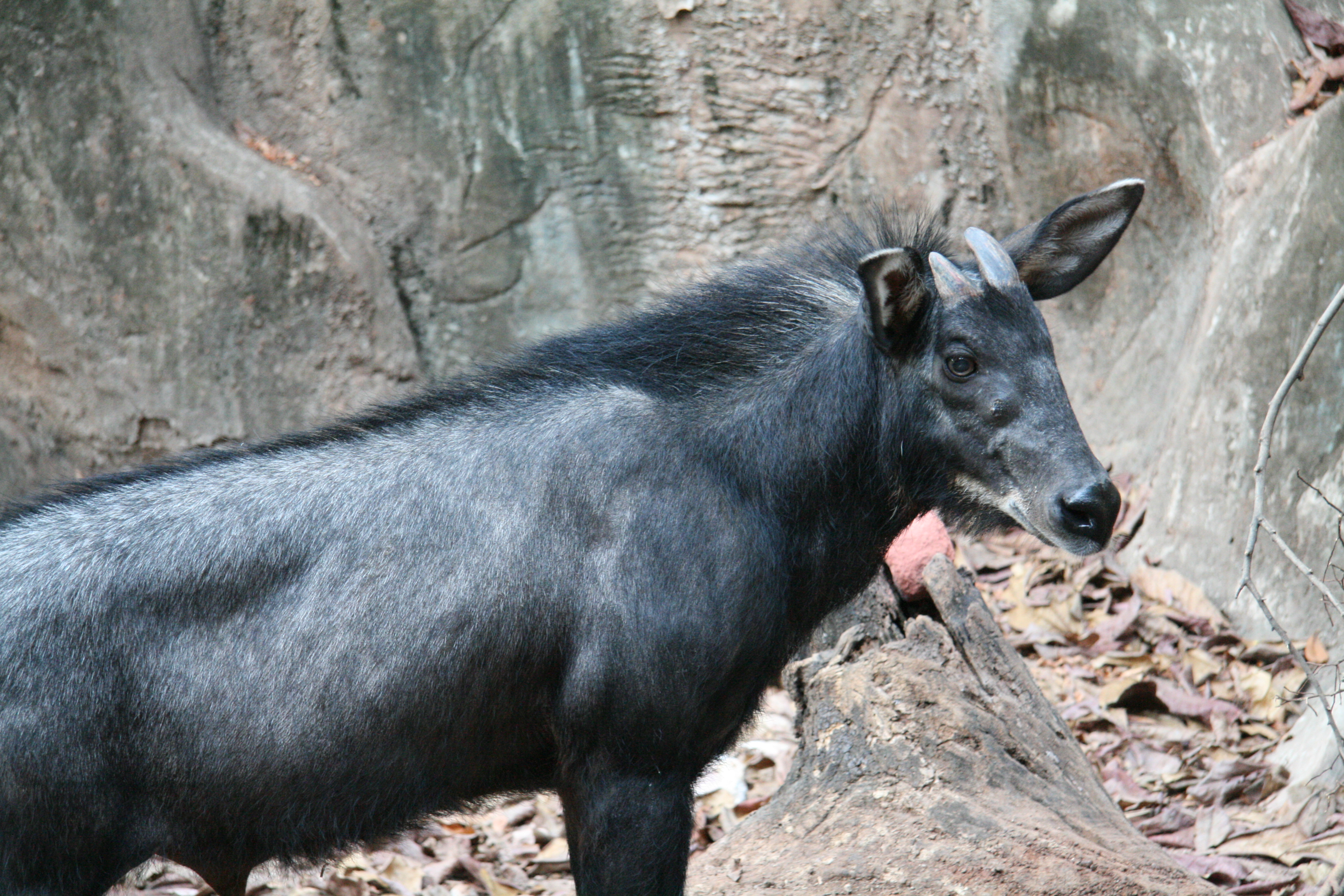